# Wólka Pętkowska-Kolonia
Wólka Pętkowska-Kolonia – wieś w Polsce, położona w województwie świętokrzyskim, w powiecie ostrowieckim, w gminie Bałtów.
Wchodzi w skład sołectwa Wólka Pętkowska.
Do końca 2015 roku Wólka Pętkowska-Kolonia była kolonią wsi Wólka Pętkowska i nosiła nazwę Wólka Pętowska. Przed 2023 r. miejscowość była częścią wsi Wólka Pętkowska.
W latach 1975–1998 Wólka Pętkowska-Kolonia administracyjnie należała do województwa kieleckiego.
Wierni Kościoła rzymskokatolickiego należą do parafii św. Teresy od Dzieciątka Jezus w Pętkowicach.